# Китуло (национальный парк)
Национальный парк Китуло — национальный парк Танзании, расположенный на одноимённом плато на юге страны и известный также как Сад Богa (Bustani ya Mungu), или цветочный Серенгети.
Большое количество орхидей привело к коммерческому сбору цветов из соседней Замбии и быстрому уничтожению популяции. Правительство Танзании приняло решение о долгосрочной охране территории. 1 февраля 2002 года при поддержке программы по охране Южного высокогорья был основан национальный парк Китуло, который является первой охраняемой территорией тропической Африки, получившей свой статус в первую очередь из-за цветочного разнообразия.

## Физико-географические характеристики
Парк расположен на высоте около 2600 метров между горами Кипенгере, Порото и Ливингстон (Kipengere, Poroto and Livingstone Mountains). Вулканические земли парка, хорошо орошаемые рекой Китуло, являющейся одним из основных притоков реки Большая Руаха, создают основу одному из самых крупных горных лугов Танзании.

## Флора и фауна

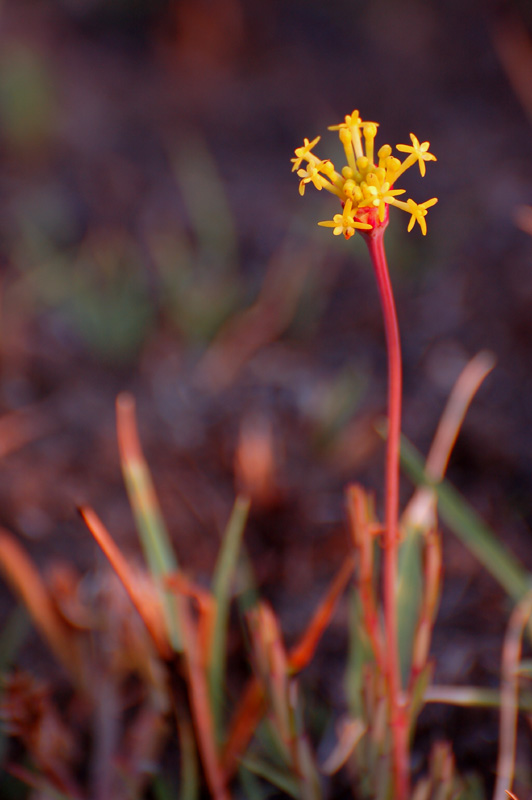

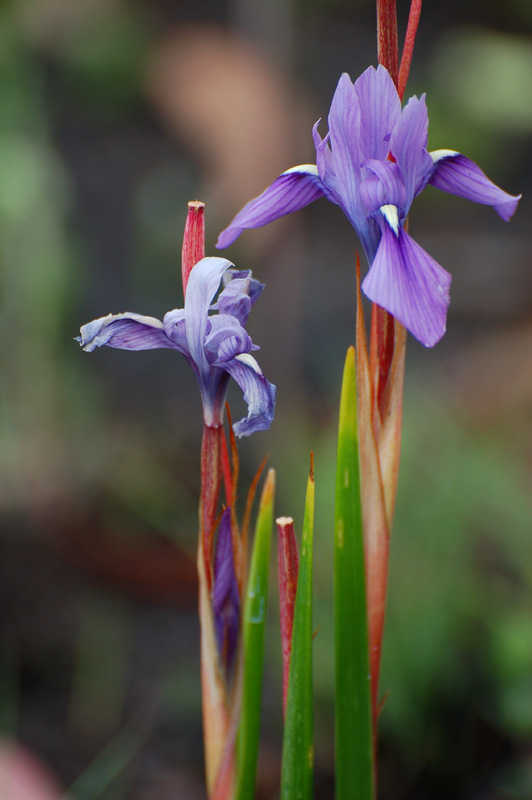

В парке произрастает около 350 видов сосудистых растений, включая 45 видов орхидей. Кроме орхидей в парке встречаются жёлто-оранжевые книфофии, алоэ, протеи, герань, гигантские лобелии, лилии и астры. Более 30 видов цветов являются эндемиками Танзании, по меньшей мере три вида являются эндемиками плато Китуло.
Парк также является единственным местом обитания в Танзании редкой кафрской африканской дрофы (Neotis denhami). Другими редкими представителями животного мира парка являются голубая ласточка (Hirundo atrocaerulea), степная пустельга (Falco naumanni), степной лунь (Circus macrourus), ньямбская цистикола (Cisticola njombe) и канареечным вьюрком (Serinus melanochrous). Кроме того в парке обитает несколько видов бабочек, хамелеонов, ящериц и лягушек, которые являются эндемиками для данной местности.

## Туризм
Растительный мир парка наиболее разнообразен и привлекает любителей ботаники с декабря по апрель. Время с сентября по ноябрь более подходит для любителей велотуризма. Администрация парка расположена в Матамбе в 100 км от города Мбея. Плато находится ещё в часе езды от Матамбы.